# Kunsthalle Bern

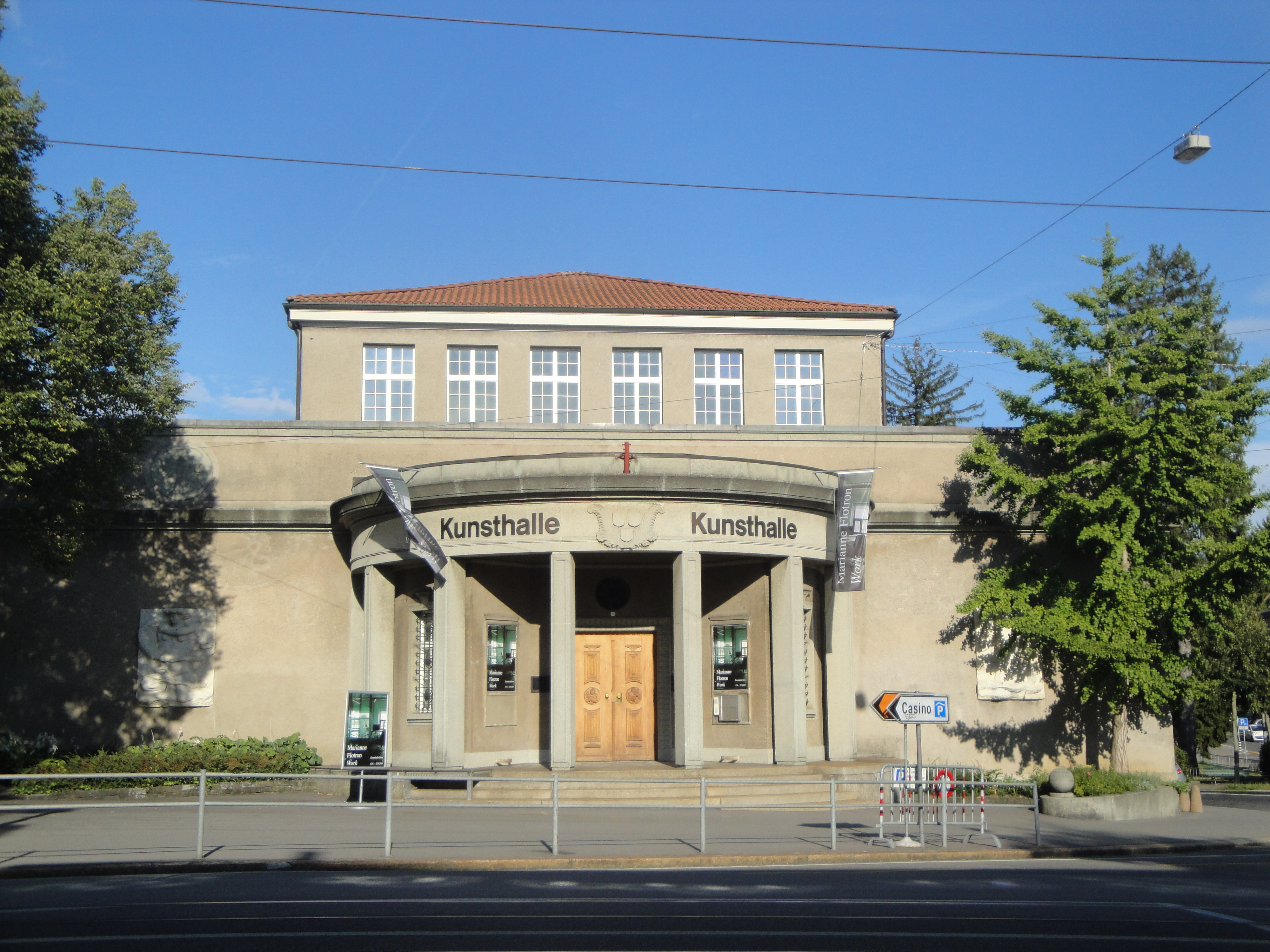
Eingang Kunsthalle Bern (Foto: 2011)

Die Kunsthalle Bern ist ein Gebäude für Ausstellungen zeitgenössischer Kunst am Helvetiaplatz 1 in Bern. Sie wurde von 1917 bis 1918 vom Verein der Kunsthalle Bern im Berner Kirchenfeldquartier erbaut und am 5. Oktober 1918 eröffnet. Seither fanden dort Ausstellungen meist zeitgenössischer Kunst statt. Weltweite Bekanntheit erlangte sie mit Einzelausstellungen von Künstlern wie Daniel Buren, Christo, Alberto Giacometti, Jasper Johns, Paul Klee, Sol LeWitt, Henry Moore oder Bruce Nauman und mit thematischen Ausstellungen wie Harald Szeemanns When Attitudes Become Form (1969).
Anlässlich des 50. Geburtstages wurde die Kunsthalle Bern als erstes Gebäude überhaupt von Christo und Jeanne-Claude im Juli 1968 komplett eingepackt.

## Leitung der Kunsthalle
- 1918–1930: Robert Kieser
- 1931–1946: Max Huggler
- 1946–1955: Arnold Rüdlinger
- 1955–1961: Franz Meyer
- 1961–1969: Harald Szeemann
- 1970–1974: Carlo Huber
- 1974–1982: Johannes Gachnang
- 1982–1985: Jean-Hubert Martin
- 1985–1997: Ulrich Loock
- 1997–2005: Bernhard Fibicher
- 2005–2011: Philippe Pirotte
- 2012–2014: Fabrice Stroun
- 2015–2022: Valérie Knoll
- 2022–2023: Kabelo Malatsie[3]
- seit April 2024: iLiana Fokianaki

## Museumsquartier Bern
Die Kunsthalle Bern ist Mitglied im Verein Museumsquartier Bern, der seit Juni 2021 die organisatorische Klammer für die Zusammenarbeit der Kulturinstitutionen im Museumsquartier bildet.